# Marko von Oppen
Marko von Oppen, geborener Leipert (* 13. Januar 1970 in Großröhrsdorf), war ein deutscher Brettspieler und Unternehmer. Er war mehrmaliger DDR-Meister im asiatischen Brettspiel Go.
Leipert wurde 1988 Sieger der zum zweiten Male ausgetragenen DDR-Juniorenmeisterschaft und im gleichen Jahr der insgesamt jüngste DDR-Meister im Go. Außerdem gewann er mit der BSG Empor Felsenkeller Dresden zweimal die DDR-Mannschaftsmeisterschaft im Go.
Im Jahr 1991 wurde er der erste gesamtdeutsche Juniorenmeister.
Von Oppen schloss als Technischer Diplomkaufmann an der Universität Stuttgart ab und betreibt heute als Softwareentwickler ein eigenes Unternehmen in Freiberg am Neckar.